# Weemselo
Weemselo was een havezate in de Nederlandse buurtschap Albergen, provincie Overijssel. De havezate was bijna vijf eeuwen lang in eigendom van de familie Van Bevervoorde.
Er zijn geen zichtbare restanten bewaard gebleven. Op de plek van de havezate staat een boerderij.

## Geschiedenis
In 1353 verklaarde Johan van Bevervoorde dat zijn neef Geert van Bevervoorde beleend was met het goed Wemerslo. Johan was zelf kinderloos gebleven en schonk waarschijnlijk het goed aan zijn neef. Weemselo was een leengoed dat viel onder de bisschop van Utrecht. Geert had meer bezittingen, zoals een Bentheimer leengoed bij Delden, en hij kocht in 1364 tevens het bij Weemselo gelegen erve Rikmanspoel. Hij huwde Jutte Voet, dochter van een borgman van Bentheim, en kreeg met haar een zoon, Johan.
In 1396 volgde Johan van Bevervoorde zijn vader Geert op in diens bezittingen. Hij trouwde met Grete van Langen. Toen Johan in 1410 overleed waren zijn vier kinderen nog minderjarig. Een jaar later werd de oudste zoon Geert met Weemselo beleend, maar als minderjarige gebeurde dat onder het hulderschap van zijn oom. In 1413 werd overigens voor het eerst melding gemaakt van een huis Weemselo. Geert stierf reeds in 1419 waarna zijn broer Berend de bezittingen kreeg.
Berend van Bevervoorde bemoeide zich in 1444 met de opvolgingsstrijd in het Sticht Utrecht. Hij steunde de elect-bisschop Rudolf van Diepholt, die uiteindelijk de strijd won en daadwerkelijk bisschop werd. Berend kreeg uit zijn huwelijk met Elisabeth van Oer een zoon Johan. Toen Berend omstreeks 1474 stierf, volgde Johan zijn vader op. Hij maakte in 1479 met het klooster van Albergen pachtafspraken over de windmolen en de rosmolen die bij Weemselo hoorden. Johan nam als riddermatige deel aan landdagen en was in 1484 tevens raad van de bisschop. Rond 1510 overleed hij, zonder kinderen achter te laten.
Johans jongere broer Geert erfde nu Weemselo. In 1511 volgde de belening aan Geert. In 1521 vielen troepen van de Gelderse hertog Karel de streek binnen, maar Geert kon hen afkopen zodat Weemselo gespaard bleef. Zelf woonde hij overigens met zijn echtgenote op het goed Oberwerries in het bisdom Münster. Geert van Bevervoorde stierf in 1526.
In 1527 werd Geerts oudste zoon Berend met Weemselo beleend. Deze Berend trouwde in 1529 met Helena von Hatzfeld en kreeg met haar twee zonen. Nadat Helena was overleden, kreeg Geert een relatie met zijn dienstmaagd Catharina Asschenhave. Hij woonde samen met haar op het huis Weemselo en de twee kregen ook kinderen. In 1567 trouwde hij met Catharina en echtte tevens zijn twee bastaardkinderen Frans en Geert. De havezate Weemselo was echter voorbehouden aan Johan, zoon uit zijn eerste huwelijk met Helena.
Johan van Bevervoorde werd in 1575 met Weemselo beleend. Met zijn eerste vrouw Agnes von Neheim kreeg hij vier kinderen, van wie zoon Berend in 1580 met Weemselo werd beleend. Oudste zoon Geert van Bevervoorde werd in 1597 in Brussel onthoofd wegens het schaken van Anna Magdalena van Reede, zoon Everhard werd domheer in Osnabrück en dochter Helena woonde in het Stift Levern. Uit Johans tweede huwelijk in 1577 met Christina von Plettenburg kreeg hij ook nog een zoon, Johan Christoph geheten.
Het huis Weemselo werd in 1591 nog bezet door de Spaansgezinde graaf van den Berg.

### Van Bevervoorde wordt Von Beverförde
In 1603 werd Johan Christoph met Weemselo beleend. Hij woonde echter op zijn bezittingen in Westfalen. Ondanks zijn bezit van de havezate Weemselo verscheen hij nooit op de Overijsselse landdagen. Hij veranderde ook zijn achternaam Van Bevervoorde en noemde zich voortaan Von Beverförde. Het huis Weemselo werd verhuurd en waarschijnlijk had hij er een rentmeester aangesteld. In 1626 overleed Johan Christoph, waarna Weemselo werd geërfd door zijn zoon Johann Friedrich.

### Brand op Weemselo

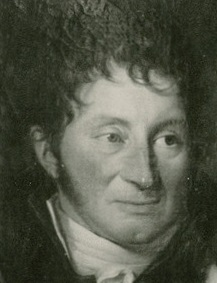
Friedrich Clemens von Elverfeldt genannt von Beverförde

Johann Friedrich von Beverförde was nog minderjarig toen hij in 1629 met Weemselo werd beleend. Uit zijn huwelijk in 1663 met Maria Ida von Plettenberg kreeg hij twee zonen. Johann Friedrich stierf in 1670, maar het duurde tot 1686 totdat oudste zoon Ferdinand met Weemselo werd beleend. De havezate was overigens in waarde gedaald, waarschijnlijk wegens een brand rond 1675 waarbij het hoofdgebouw was verwoest.
Ferdinand stierf in 1692 op 28-jarige leeftijd en liet Weemselo na aan zijn broer Berndt Engelbert Christian, die tot dan toe domheer in Münster was. Berndt werd in 1693 met Weemselo beleend, liet het bouwhuis herstellen en bracht er een gedenksteen met familiewapen aan. Hij wist zijn bezit verder uit te breiden, zowel door nieuwe aankopen als door zijn huwelijk in 1699 met Elisabeth von Neuhoff. In Münster liet hij het stadspaleis Beverfoerderhof bouwen. Hij stierf in 1704.

### Adoptiefzoon
Berndt von Beverförde werd opgevolgd door zijn nog minderjarige zoon Friedrich Christian Heidenreich Theodor. In 1711 werd Friedrich Christian met Weemselo beleend. Hij maakte carrière in het koninkrijk Pruisen waar hij minister werd en uiteindelijk kamerheer van de koning. In 1768 overleed Friedrich Christian en zijn enige erfgenaam was zijn minderjarige adoptiefzoon Friedrich Clemens von Elverfeldt (1767-1835), die nu met Weemselo werd beleend. Overigens stelde het testament als voorwaarde dat Friedrich Clemens de naam van zijn adoptievader zou aannemen. Hij zou zich voortaan dan ook Friedrich Clemens von Elverfeldt genannt von Beverförde noemen.

### Boerderij
In 1812 werd Weemselo verkocht aan Bertus Blokhuis. Hij begon met het kappen van bomen en het steken van plaggen en zette zo het verdere verval in van het landgoed. In 1815 wist Franz Egon von Bönninghausen de diverse rechten van Weemselo aan te kopen, zoals het jachtrecht, collatierecht en het erfmarkerichterschap van Albergen.
Het landgoed bleef in de familie Blokhuis tot de laatste telg uit de familie, Johanna Blokhuis, in 1863 overleed en Weemselo naliet aan haar zoon Lambertus Hofmeier. In 1882 brandde de boerderij deels af. Tien jaar later verkocht Lambertus, waarschijnlijk vanwege drankproblemen, het landgoed in een publieke veiling. Bernardus Lenferink kocht Weemselo aan en liet het erve in 1895 deels vernieuwen. Het goed vererfde hierna binnen de familie.
De grachten werden in 1934 deels gedempt en in 1973 werd de binnengracht volgestort.

## Beschrijving
De precieze bouwperiode is niet bekend. Het goed Weemselo was al bekend in de 14e eeuw, maar de eerste vermelding van een huis dateert uit 1413. Het huis Weemselo zou mogelijk hebben bestaan uit een hoofdburcht met twee voorburchten.
In 1675 werd Weemselo in het haardstedengeld aangeslagen voor slechts twee haardsteden. Er bleek toen alleen nog een bouwhuis aanwezig, nadat het hoofdgebouw kort daarvoor was afgebrand. In 1697 werd het bouwhuis hersteld.
Een overzicht uit 1775 door rentmeester Henricus Bloemen meldt dat Weemselo in slechte staat verkeerde. Het betrof op dat moment een boerderij met vier vertrekken, een keuken, achterkamer en een opkamer. Aan de boerderij was de stal gebouwd. Ook stonden er een kapel en een bouwvallig bakhuis. Op de plek van het voormalige hoofdgebouw was een tuin aanwezig en om de havezate heen lagen diverse grachten.
In 1846 bevond zich in van de muren van de boerderij nog een herinneringssteen met familiewapen uit 1697, gemaakt in opdracht van Bernt Engelbert von Beverförde. Ook zouden de fundamenten van het oude hoofdgebouw toen nog zichtbaar zijn. De boerderij brandde in 1882 grotendeels af en werd in 1885 vernieuwd.
Aan de havezate waren diverse rechten verbonden, zoals de windmolen, het jacht- en visrecht, het collatierecht van de kerk van Tubbergen, een vicarie en het Albergense erfmarkerichterschap.

### Sage
Auteur Harm Boom bezocht in 1846 de oude huisplaats van de havezate. Hij schreef over de voormalige burcht Weemseloe die door een broederstrijd zou zijn verwoest. Ook het herbouwde huis werd vernield, waarna een boerderij op deze plek verrees. 's Nachts zouden voorbijgangers nog het hoefgetrappel horen van de ridder die het kasteel had verwoest uit haat jegens zijn broer, en de hoefijzers van zijn paard verkeerd om had aangebracht om zijn achtervolgers in verwarring te brengen.
Huis Almelo · Backenhagen · Bellinckhof · Beugelskamp · Beverfeurde · Hof te Boekelo · Borgbeuningen · Brecklenkamp · Huis Diepenheim · Dubbelink · Eeshof · Elsen · Everlo · Eversberg · Grimberg · Grotenhuis · Hagmeule · Heeckeren · Huis Hengelo · Herinckhave · Hoikink · Kevelham · Nijenhuis · Noorddeurningen · Oldemeule · Oldenhof · Olidam · Oosterhof · Huis te Ootmarsum · Pekkedam · Huis Saasveld · Scherpenzeel · Singraven · Stoevelaar · Twickel · Warmelo · Weemselo · Wegdam · Weldam · Weleveld · Westerflier · Woeste
Den Aalshorst · Den Alerdinck · Huis Almelo · Arkelstein · Averbergen · Azoelen · Backenhagen · Bellinckhof · Den Berg · Huis Bergentheim · Beugelskamp · Beverfeurde · Blankena · Blokhuis · Hof te Boekelo · Borgbeuningen · Havezate Boskamp · Boxbergen · Havezate Brecklenkamp · Bredenhorst · Buckhorst · Campherbeek · Colckhof · Den Dam · Huis Diepenheim · Dingshof · Dubbelink · Kasteel Eerde · Egede · Havezate Elsen · Everlo · Landgoed Frieswijk · Goor · Huis Gramsbergen · Grimberg · Grotenhuis · De Grote Weede · De Haere · Haerst · Hagmeule · Slot Hardenberg · Huis Heeckeren · Huis Hengelo · Herxen · Hofstede · Hogenhof · Hoikink · Hondeborg · Katenhorst · Kevelham · Kranenburg · De Kuile · Het Laar · Leemcule · Luttenberg · Mataram · Mennigjeshave · Nijenhuis (Diepenheim) · Nijenhuis (Olst-Wijhe) · Oldemeule · Oldenhof · Olidam · Oosterhof · Huis te Ootmarsum · Den Ordel · Pekkedam · Pothof · Rande · Kasteel Rechteren · Het Reelaer · Rhaan · Rutenberg · Huis Saasveld · Scherpenzeel · Havezate Schoonheten · Havezate Schuilenburg · Singraven · Stoevelaar · Kasteel Toutenburg · Twickel · Vechterweerd · Venebrugge · Kasteel Voorst · Kasteel de Waerdenborch · Warmelo · Weemselo · Wegdam · Weldam · Weleveld · Huis Werkeren · Westerflier · Westerveld · Wittenstein · Zuthem